# Simon Pompeus ter Cock
Simon Pompeus ter Cock (Hamdijk (Bellingwolde), 17 november 1848 - Wedde, 11 juli 1911) was een Nederlands bestuurder. Hij was van 1895 tot zijn overlijden in 1911 burgemeester van Wedde.

## Biografie
Alvorens Ter Cock burgemeester van Wedde werd was hij van 1867 tot 1872 werkzaam op het kantoor van hypotheken en kadaster te Winschoten. Daarna werkte hij tot 1879 als notarisklerk in Wedde bij Johannes Sixtus Gerhardus Koning, notaris en oud-burgemeester van Vlagtwedde. In dat jaar werd Ter Cock secretaris-boekhouder bij het waterschap Westerwolde. 
In 1895 werd Ter Cock benoemd tot burgemeester van Wedde, als opvolger van Albertus Petrus ter Meulen. Hij had daar vanaf 1887 al zitting in de gemeenteraad en werd in 1889 benoemd tot lid van het college van zetters. In 1908 werd Ter Cock binnen het waterschap benoemd tot ontvanger van de belastingen. Hij overleed in 1911 op 63-jarige leeftijd en ligt begraven op de begraafplaats in Wedde. 
Hero ter Cock, die van 1918 tot 1945 burgemeester van Wijdewormer was, was een zoon van hem.